# Max Frisch
Max Rudolf Frisch (Zúrich, 15 de mayo de 1911-Zúrich, 4 de abril de 1991) fue un arquitecto y escritor suizo en lengua alemana dedicado especialmente al teatro y la novela. Está considerado uno de los máximos representantes de la literatura en alemán posterior a la Segunda Guerra Mundial. Fue miembro del Gruppe Olten.
Su obra presta especial atención a los asuntos relacionados con problemas humanos, tales como la identidad, la individualidad, la responsabilidad y el compromiso político y moral. Para tratar tales temas, Frisch empleó frecuentemente la ironía. Sus diarios Tagebuch 1946-1949 (1950) y Tagebuch 1966-1971 (1972) son obras de gran valor literario, ya que en ellos se recogen tanto vivencias del autor como opiniones sobre acontecimientos históricos. Su figura sirve de influencia para generaciones de escritores más jóvenes.

## Biografía
Hijo del arquitecto Franz Bruno Frisch y de Karolina Bettina Wildermuth, Max tenía un hermano llamado Franz y una media hermana, Emma Elisabeth, hija que su padre tuvo fruto de un matrimonio anterior. Los Frisch eran una familia modesta. Su situación financiera empeoró cuando el padre perdió el trabajo durante la Primera Guerra Mundial. 
Durante su etapa en el instituto entre 1924 y 1930, Frisch creó su primer fragmento literario, que destruyó tras hacer el bachillerato. En el Gymnasium conoció al pintor suizo Werner Coninx. El padre de Coninx era dueño de una editorial, lo que hizo que mantuvieran una gran amistad. A los 19 años comenzó a estudiar Germanística en Zúrich. En la universidad se hizo amigo de varios profesores y mantuvo contactos con diferentes medios de comunicación suizos. Esto hizo que en 1931 empezara a trabajar para el periódico suizo Neue Zürcher Zeitung (NZZ), uno de los más importantes del país. En 1932 tuvo que abandonar los estudios de Germanística debido a la muerte de su padre y a los problemas económicos de su familia. Esto hizo que se centrara totalmente en su trabajo periodístico con el fin de tener un empleo fijo que le permitiera mantener a su familia. Entre 1933 y 1936 trabajó como reportero en Europa y Oriente Medio para el NZZ. En 1935 viajó por vez primera a Alemania, donde manifestó su oposición al nacionalsocialismo y al antisemitismo reinante en el país. En 1934 publicó su primera obra Jürg Reinhart. Eine sommerliche Schicksalsfahrt.
Entre 1936 y 1940 estudió Ingeniería en la Technische Hochschule de Zúrich y también Arquitectura. Al estallar la Segunda Guerra Mundial en 1939, prestó servicio militar como artillero del Ejército Suizo. Tras ganar el Primer Premio en el Premio de Arquitectura de la ciudad de Zúrich para la construcción del edificio que cubre unas piscinas (hoy llamadas Max Frisch Bad) en 1942, abrió su propio estudio de arquitectura. Max Frisch contrajo matrimonio en 1942 con Gertrud Constanze von Meyenburg, con quien tuvo dos hijas, Ursula (1943) y Charlotte (1949), así como un hijo, Hans Peter (1944). En 1947 mantuvo sus primeros contactos con Bertolt Brecht y Friedrich Dürrenmatt. 
En 1951, gracias a la beca Rockefeller, realizó una estancia de un año en Estados Unidos. En 1954 se separó de su familia, cerró su despacho de arquitectura y comenzó a trabajar como escritor. También publicó ese mismo año su primera novela, Stiller. Esta novela combina elementos de la novela policiaca con otros autobiográficos e ideas filosóficas. Esta obra hizo que Frisch adquiriera un gran reconocimiento como escritor. En 1955, se fue a Nueva York, donde empezó a escribir su segunda novela, Homo Faber, que salió a luz en 1957. Un año más tarde publicó Biedermann y los incendiarios, una de sus principales obras teatrales. En 1958 le concedieron el Premio Georg Büchner, uno de los galardones más importantes de la literatura alemana otorgado por la Academia Alemana de la Lengua y la Literatura. En 1958 se separó de su mujer y comenzó una relación con la escritora Ingeborg Bachmann. 
En 1960 fijó su residencia en Roma, donde vivió con Ingeborg hasta 1965. Andorra, su sexta obra teatral, fue publicada en 1961. El tema principal de este drama es la presentación de una sociedad cerrada que puede llegar a transformar a una persona, marginándola. Es un medio de reflexión acerca del nacionalsocialismo. En 1964 y 1967 publicó, respectivamente, Digamos que me llamo Gantenbein, su tercera novela, y la obra teatral Biografía: Un juego. En 1962 inició otra relación con la estudiante de 23 años Marianne Oellers, con la que acabó por casarse en 1968. En 1972 regresó de los Estados Unidos y volvió a instalarse en Suiza. Dos años después publicó la novela La cartilla militar, y en 1975 la novela Montauk. En 1976 se le concedió el Premio de la Paz del Comercio Librero Alemán durante la Feria del libro de Fráncfort. En 1978 publicó su último drama: Tríptico: Tres escenas. Un año después se separó de Marianne Oellers y publicó su penúltima novela: El hombre aparece en el holoceno. A principios de los años 80 recibió un doctorado honoris causa por la Universidad de Nueva York. En 1984 publicó su última obra, la novela Barba azul.
En marzo de 1989 se le diagnosticó un cáncer que acabó con su vida el 3 de abril de 1991 a los 79 años. Su cuerpo fue incinerado y las cenizas esparcidas por sus amigos en una fiesta hecha en su honor. Frisch dejó documentos y cartas en una institución bancaria con la instrucción de que solamente podían ser abiertas 20 años después de su muerte. Pese a ello, no se prevé publicación alguna.

## Obras

### Obras teatrales
Las obras dramáticas de Frisch fueron escritas en los años 50 y 60. Todas ellas toman como referencia el teatro épico brechtiano (desarrollado por Bertolt Brecht). De ellos destacan Graf Öderland (1951/ 1961) y Biedermann und die Brandstifter (1958), donde se acusa a la burguesía de su pasividad cómplice.
Santa Cruz (1946): En el puerto de Santa Cruz, Pelegrín, un aventurero soñador, roba un barco junto a un grupo de piratas para raptar a la prometida de un capitán de húsares, Elvira, de quien está locamente enamorado. Durante el cautiverio, Elvira y Pelegrín vivirán una apasionante historia de amor. Los condicionantes sociales de la época y la persecución que la pareja sufre harán que, de nuevo en Santa Cruz, sus destinos se separen. Al cabo de diecisiete años Pelegrín, enfermo, al borde de la muerte, busca a Elvira.
''La muralla china'' (1946) es una farsa que consta de un prólogo y 24 escenas; fue estrenada en 1946 en Zúrich. El emperador chino Hwang Ti levanta una muralla para ´defenderse del futuro´. Disfrazados con máscaras aparecen personajes del pasado histórico, los cuales simbolizan la tiranía de los poderosos. Se critica la inactividad y falta de participación a los que los gobernantes evocan al pueblo, personificado en la figura del mudo. ´El actual´, intelectual y creador, es el personaje que encarna los valores humanistas y que tan sólo recibe humillaciones cuando critica la acción del poder. En 1955 se escribió otra versión con algunas modificaciones.
Cuando terminó la guerra (1949)
Don Juan o el amor a la geometría (1953) es una comedia cuyo tema principal es la resistencia del individuo frente a un rol socialmente impuesto. En ella el rechazo del rol social por parte del protagonista es un juego con la tradición de una figura literaria. Don Juan se niega a ser un héroe amoroso; ama la claridad y la sobriedad de la geometría. Pero esto no varía la opinión que la sociedad tiene de él. Y él mismo fracasa en el deseo casi ingenuo de definir de forma matemáticamente irrefutable el mundo y el sentido de la vida.
Biederman y los incendiarios (1958), como la califica su subtítulo, es una ´pieza didáctica sin enseñanza´ que nos remite a la realidad política. El señor Biedermann, un ciudadano de orden, acoge a dos vagabundos en su casa que pronto le informan de que son incendiarios y quieren quemar la ciudad. Porque le falta la valentía necesaria para oponerse, y porque cree asimismo que no será muy grave si cede un poco, él mismo los provee con todo lo que necesitan para incendiar la ciudad. Finalmente, también el señor Biedermann sucumbe a las llamas.
Andorra (1961) es una obra dramática compuesta por doce escenas. La secuencia de escenas está construida en el estilo de una sesión de tribunal. Ante el telón se defienden los personajes por haber obrado de un modo determinado y no de otro; intentan justificarse cada uno a su manera, y falsifican los acontecimientos reales en el intento. Lo que sucedió en realidad se muestra posteriormente en escenas individuales sobre el escenario: el joven Andri es considerado judío en el pueblo, en Andorra. El maestro, aparentemente su padre adoptivo, en realidad su padre leal, lo ha hecho pasar por judío porque creía poder salvarle así de problemas políticos. Todos ven en el niño modos de comportamiento típicamente judíos, y lo tratan como judío. Cuando cambia la situación, y se convierte en peligroso el ser tomado por judío porque el país está amenazado por antisemitas, el maestro confiesa la verdad. Pero ya es demasiado tarde. Andri ha interiorizado la imagen que la sociedad tenía de él. Y ésta tampoco está dispuesta a cambiar la idea que tiene de él. Como producto de esta sociedad, Andri sucumbe a la persecución a que son sometidos los judíos. Esta obra no trata solamente de la persecución de los judíos, sino de la locura de la discriminación de razas en general. Como dijo Frisch: “La Andorra de esta obra no tiene nada que ver con el pequeño Estado del mismo nombre; Andorra es un nombre para un modelo.”
Biografía (1967) es una obra donde una persona descontenta con su propia biografía le es dado vivir de nuevo su vida según su libre albedrío. Sin embargo, su segunda ´historia´ finalizará como la primera.
Tríptico: Tres escenas (1978)

### Diarios
- Blätter aus dem Brotsack (1939)
- Tagebuch 1946-1949 (1950)
- Tagebuch 1966-1971 (1972)

Amplió las posibilidades del diario utilizándolo como forma de expresión de hechos del ámbito público y del privado, de lo ficticio, de lo autobiográfico. En él se recogen comentarios sobre la situación social política y cultural del momento, anotaciones de viajes, cuestiones existenciales, ensayos sobre literatura y esbozos de obras posteriores, por ejemplo, la historia contada en la obra de teatro Andorra aparece en su primer diario.
En su primer diario Tagebuch 1946-1949 aparece el fragmento Der Andorranische Jude (1946) y el esbozo de su obra dramática Andorra. Este fragmento se ha interpretado, a veces, como una parábola de Suiza, pero se trata, en primer lugar, de la lateralización del tema de los prejuicios de la colectividad y su efecto destructivo sobre el individuo. El prejuicio tiene su propia dinámica, ante la que rara vez se produce una reacción. Es precisamente esa postura la que lo propicia y refuerza sus nefastas consecuencias. Este fenómeno rebasa el ámbito de la sociedad suiza.
En su segundo diario Tagebuch 1966- 1971 (1972) da testimonio de acontecimientos políticos de singular alcance: la Primavera de Praga, la intervención de Estados Unidos en la Guerra de Vietnam, las dictaduras militares en Grecia y Chile o el asesinato de Martin Luther King.

### Novelas

#### No soy Stiller(1954)
Narra la vida de un hombre que se acreditó ante los aduaneros al llegar a Suiza como el americano Jim Larkin White. Este es puesto en prisión preventiva por las autoridades porque se le toma por el ciudadano suizo desaparecido Anatol Ludwig Stiller, contra quien hay instruido un sumario por espionaje. Pero estos detalles externos son anecdóticos respecto a la propia historia. Ésta narra la controversia interna de Stiller consigo mismo, con el individuo que es y con el que quería ser. Stiller había huido de su pasado y de sus fracasos, había querido construirse una nueva identidad, por eso podía decir de sí mismo ante las autoridades que (ya) no era Stiller. En la prisión empieza a escribir anotaciones sobre su vida, siguiendo el consejo de su abogado defensor, para clarificar su identidad. Esta primera parte de la novela, “Anotaciones de Stiller en la cárcel”, es la más voluminosa. La segunda, un “Epílogo del narrador” narra la evolución de Stiller tras el veredicto. Stiller había aceptado finalmente el veredicto de ser Stiller, y para el resto de acusaciones había quedado probada su inocencia. La fase posterior al veredicto es una repetición narrada de la vida anterior de Stiller. Finaliza con Stiller que sigue siendo el mismo personaje, con todos sus defectos y frustraciones. Este ha aceptado su identidad histórica, la historia de su vida de la que quería huir. Pero la acepta obligado por el resultado de la investigación. Y en el momento en que abandona la personalidad de White, en que acepta la de Stiller, enmudece como ser humano, se resigna a ser continuada por un narrador, la tercera persona sustituye a la primera. La obra empieza con una afirmación “No soy Stiller”; y concluye narrativamente con “Stiller permaneció en Glion y vivió solo”.

#### Homo Faber(1957)
Es una novela cuyo tema principal es la superación de una identidad falsa. Su protagonista, el ingeniero Walter Faber, es fiel seguidor de una visión matemática y racional de la realidad, sustentada en el cálculo de probabilidades, ve cómo la casualidad irrumpe en su vida cuando se enamora y entabla una relación en un viaje por Europa con la joven Sabeth. Gracias a ella, Faber conoce la importancia de lo irracional. Antes de morir de cáncer, Faber supera su anterior visión del mundo y encuentra su auténtico yo.

#### Digamos que me llamo Gantenbein(1964)
Trata sobre un hombre que se despide antes de la hora de una reunión social nocturna; al poco es encontrado muerto en su coche. Probablemente ha sido víctima de un ataque cardíaco. Su historia no la conoce nadie. Queda solo la posibilidad de imaginarla. Su tema es de nuevo la búsqueda de la identidad, que es resuelta con un juego de probar roles, de ensayar historias y biografías que ya no pretenden resolver la problemática relación entre individuo y mundo, entre realidad y sentimiento de ella.

#### La cartilla militar(1974)
Lleva el nombre de la tarjeta de identidad de los miembros del ejército suizo. En ella somete sus experiencias durante el servicio activo a una evaluación crítica y es una reinterpretación del tiempo que Frisch había descrito una vez en las páginas de su Diario: La bolsa de pan, publicado en 1940. Frisch tomó una postura patriótica, abogando por la defensa armada, que tenía como tema especial la cooperación entre Suiza y la Alemania nazi, la actitud pronazi de ciertos círculos, los mecanismos de la jerarquía del ejército y de los males económicos y sociales de Suiza. Con el libro Frisch se posicionó como un crítico del ejército. En su obra posterior retomó el mismo tema de una Suiza sin ejército. 

#### Montauk(1975)
Montauk es una historia que tiene una posición excepcional en el trabajo de Frisch. Mientras que las historias ficticias le sirvieron a Frisch para explorar el posible comportamiento de sus protagonistas, en Montauk cuenta una experiencia auténtica: el fin de semana que pasó con una joven en Montauk, en la costa este de Estados Unidos. La historia de amor a corto plazo es utilizada por Frisch como una retrospectiva de su propia biografía. De acuerdo con Philip Roth, su "vida como hombre" se relaciona con las mujeres con las que estaba asociado, y el fracaso de sus relaciones. Reflexiones adicionales se aplican a la edad del autor y su muerte cercana y la influencia mutua de la vida y el trabajo. Además, la historia trata de la aparición de Montauk: en contraste con su trabajo anterior, Frisch describe su decisión de documentar la experiencia directa de este fin de semana sin agregar nada.  
Montauk se encontró con una recepción fuertemente polarizada. Los admiradores de Frisch enfrentados a las descripciones abiertas de su pasado, fueron engañados. Algunos lectores se avergonzaron por la autoexposición de Frisch. Otros críticos aclamaron la historia como su obra más importante y alabaron el logro de hacer una obra maestra literaria de su propia vida. Marcel Reich-Ranicki adoptó a Montauk en su Canon de literatura alemana. 

#### El hombre aparece en el holoceno(1979)
Es una novela corta originalmente publicada en alemán en 1979 y en inglés en The New Yorker el 19 de mayo de 1980. Una característica distintiva del estilo de este libro es el uso de recortes reimpresos que el protagonista, el Sr. Geiser, elimina de varias enciclopedias, la Biblia y otros libros. Contiene algunos elementos autobiográficos: Frisch en el momento de la escritura tiene aproximadamente la misma edad que el protagonista, el Sr. Geiser, y Frisch también tenía una casa en el cantón del Tesino donde se trascurre la historia.

#### Barba Azul(1982)
Cuenta la historia de un médico acusado de asesinar a su exesposa. Fue la última novela de Frisch. Hans Mayer de Die Zeit llamó a Barba Azul: "Una bella historia nueva, que con Montauk y Holoceno redondea claramente un tríptico épico. Reinhard Baumgart de Der Spiegel la describió como "muy taciturno, sí, un libro tranquilo", y escribió que "En parte, la historia habla realmente el lenguaje vergonzoso, sugestivo y casi desnudo de los sueños, de la represión de un sueño muy brillante y a veces demasiado débilmente iluminado."

## Estilo y lenguaje
El estilo de Frisch cambió en las diversas fases de su trabajo. Sus primeros trabajos están fuertemente influenciados por la imaginería poética de Albin Zollinger, y no sin cierto lirismo imitativo, algo de lo que en la vida posterior se distanciaría, desestimándolo como "poético" ("falscher Poetisierung"). Sus últimas obras emplearon un estilo más estricto, conscientemente sin pretensiones, que Frisch describió como "generalmente muy coloquial" ("im Allgemeinen sehr gesprochen"). Walter Schenker vio el primer idioma de Frisch como alemán de Zúrich, el dialecto del alemán suizo con el que creció. El alemán estándar, al cual se introdujo como un lenguaje escrito y literario, es naturalmente preferido para su trabajo escrito, pero no sin apariencias regulares por variaciones dialectales, introducidas como un dispositivo estilístico.
Un elemento definitorio en Frisch fue un escepticismo subyacente en cuanto a la adecuación del lenguaje. En No soy Stiller, su protagonista grita: "¡No tengo lenguaje para mi realidad!" ("... ich habe keine Sprache für meine Wirklichkeit!"). El autor fue más allá en su Diario 1946-49 (Tagebuch 1946-49): "Lo que es importante: lo indecible, el espacio en blanco entre las palabras, mientras que estas palabras mismas siempre las insertamos como problemas colaterales, que como tales no son la parte central de lo que queremos decir. Nuestra preocupación central sigue sin estar escrita, y eso significa, literalmente, que usted escribe a su alrededor. Usted ajusta las configuraciones. Usted proporciona afirmaciones que nunca pueden contener experiencia real: la experiencia en sí misma permanece fuera del alcance del lenguaje. ... y esa realidad indecible aparece, en el mejor de los casos, como una tensión entre las declaraciones". Werner Stauffacher vio en el lenguaje de Frisch "un lenguaje que busca la realidad indescriptible de la humanidad, un lenguaje de visualización y exploración", pero que nunca revela el secreto subyacente de la realidad.
Frisch adaptó los principios del teatro épico de Bertolt Brecht tanto para sus dramas como para sus obras en prosa. Ya en 1948 concluyó una pieza contemplativa sobre el efecto de alienación con la observación: "Uno podría sentirse tentado de atribuir todos estos pensamientos al autor narrativo: la aplicación lingüística del efecto de alienación, el aspecto deliberadamente malicioso de la prosa, el desinhibido arte que la mayoría de los lectores alemanes rechazarán porque lo consideran "demasiado artístico" y porque inhibe la empatía y la conexión, saboteando la ilusión convencional de que la historia narrada realmente sucedió".
Notablemente, en la novela de 1964 "Gantenbein" ("A Wilderness of Mirrors"), Frisch rechazó el continuum narrativo convencional, presentando, en cambio, dentro de una sola novela, una pequeña paleta de variaciones y posibilidades. La obra "Biografía: Un juego" ("Biografía: Ein Spiel") (1967) extendió técnicas similares a las audiencias teatrales. Ya en "Stiller" (1954) Frisch incrustó, en una novela, pequeñas subnarrativas en forma de secciones episódicas fragmentarias de sus "diarios". En sus últimas obras, Frisch fue más allá con una técnica de montaje que produjo un collage literario de textos, notas e imágenes visuales en "The Holozän" (1979).

## Temas y motivos
El centro del trabajo literario de Frisch rodea ciertos temas centrales y motivos, muchos de los cuales se repiten, en diversas formas, a través de todo el margen de la producción del autor.

### Imagen contra identidad
En el Diario 1946-1949, Frisch deletrea una idea central que recorre su trabajo posterior: "No te harás imagen grabada, Dios nos instruye. Eso también debería aplicarse en este sentido: Dios vive en cada persona, aunque uno mismo puede que no lo note. Ese descuido es un pecado que cometemos y es un pecado que se comete casi incesantemente contra nosotros, excepto si amamos". La instrucción bíblica se toma aquí para aplicarse a la relación entre las personas. Solo a través del amor pueden manifestar las personas la mutabilidad y versatilidad necesarias para aceptar el potencial interno intrínseco de los demás. Sin amor, las personas se reducen unas a otras,y el mundo entero a una serie de imágenes preformadas simples. Tal imagen basada en clichés constituye un pecado contra el yo y contra el otro.
Hans Jürg Lüthi divide el trabajo de Frisch en dos categorías, según cómo se trata esta imagen. En la primera categoría, el destino del protagonista es vivir la imagen simplista. Los ejemplos incluyen la obra Andorra (1961), en la cual Andri, identificado (erróneamente) por los otros personajes como judío, está obligado a experienciar el destino que otros le asignaron. Algo análogo surge con la novela Homo Faber (1957), donde el protagonista es efectivamente encarcelado por el prisma "ultrarracional" del técnico a través del cual está destinado a conducir su existencia. La segunda categoría de obras identificadas por Lüthi se centra en el tema de la liberación desde la imagen sin un amor predeterminado. En esta segunda categoría coloca las novelas No soy Stiller (1954) y Gantenbein (1964), en las que los principales protagonistas crean nuevas identidades precisamente para dejar de lado sus clichés preformados.
La verdadera identidad personal contrasta con esta imagen simplista. Para Frisch, cada persona posee un individualismo único, justificado desde el interior, y que necesita ser expresado y realizado. Para ser efectivo, puede operar solo a través de la vida del individuo, o de lo contrario el yo individual estará incompleto. El proceso de autoaceptación y la posterior autorrealización constituyen un acto liberador de elección: "El valor humano diferenciador de una persona, me parece, es la Elección". La "selección de uno mismo" no implica una acción de una sola vez, sino una verdad continua que el "yo real" debe reconocer y activar repetidamente, detrás de las imágenes simplistas. El miedo a que el "yo" individual se pueda pasar por alto y la vida así se pierda, ya era un tema central en las primeras obras de Frisch. Una falla en la "selección de uno mismo" probablemente resultaría en la alienación del yo tanto de sí mismo como del mundo en general. Solo dentro del lapso limitado de una vida humana individual, la existencia personal puede encontrar un cumplimiento que puede excluir al individuo de la infinita inmutabilidad de la muerte. En No soy Stiller Frisch establece un criterio para una vida plena como "que un individuo sea idéntico a sí mismo. De lo contrario, nunca ha existido realmente".

### Relaciones entre sexos
Claus Reschke dice que los protagonistas masculinos en las obras de Frisch son todos tipos intelectuales modernos similares: egocéntricos, indecisos, inciertos con respecto a su propia imagen de sí mismos, a menudo juzgan mal su situación real. Sus relaciones interpersonales son superficiales hasta el punto del agnosticismo, que los condena a vivir como solitarios aislados. Si desarrollan una relación más profunda que involucre a las mujeres, pierden el equilibrio emocional, convirtiéndose en parejas poco confiables, posesivas y celosas. Repetidamente asumen roles de género obsoletos, enmascarando la inseguridad sexual detrás del chauvinismo. Igualmente, sus relaciones con las mujeres se ven ensombrecidas por sentimientos de culpa. En una relación con una mujer, buscan la "vida real", a partir de la cual pueden obtener integridad y autorrealización, libres de conflictos y repeticiones paralizantes, y que nunca perderán elementos de novedad y espontaneidad.
Las protagonistas femeninas en las obras de Frisch también conducen a un estereotipo recurrente basado en el género, según Mona Knapp. Las composiciones de Frisch tienden a centrarse en protagonistas masculinos, alrededor de los cuales sus principales personajes femeninos, virtualmente intercambiables, cumplen una función estructural y enfocada. A menudo son idolatrados como "grandes" y "maravillosas", superficialmente emancipadas y más fuertes que los hombres. Sin embargo, en realidad tienden a ser impulsadas por pequeñas motivaciones: deslealtad, avaricia e insensibilidad. En las últimas obras del autor, los personajes femeninos se vuelven cada vez más unidimensionales, sin evidenciar ninguna ambivalencia interna. A menudo las mujeres se reducen al papel de una simple amenaza a la identidad del hombre, o el objeto de alguna infidelidad, catalizando así los éxitos o fallas de la existencia del hombre, proporcionando así al protagonista masculino un objeto para su propia introspección. En su mayor parte, la acción en la relación hombre/mujer en una obra de Frisch proviene de la mujer, mientras que el hombre permanece pasivo, expectante y reflexivo. Superficialmente, el hombre ama a la mujer, pero en realidad ella es temida y despreciada.
Desde su perspectiva feminista, Karin Struck vio que los protagonistas masculinos de Frisch manifiestan un alto nivel de dependencia de los personajes femeninos, pero las mujeres siguen siendo desconocidas para ellos. Los hombres están, desde el principio, enfocados en el final de la relación: no pueden amar porque están preocupados por escapar de sus propios fallos y ansiedades. A menudo combinan imágenes de femineidad con imágenes de la muerte, como en la versión de Frisch de la leyenda de Don Juan: "La mujer me recuerda a la muerte, más parece florecer y prosperar". Cada nueva relación con una mujer, y la separación posterior era, para un protagonista masculino Frisch, análoga a una muerte corporal: su miedo a las mujeres correspondía con el miedo a la muerte, lo que significaba que su reacción a la relación era de huida y vergüenza.

### Fugacidad y muerte

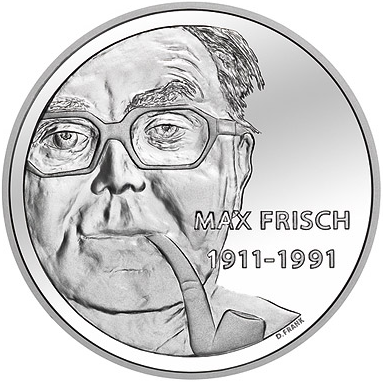
Max Frisch en una moneda conmemorativa suiza de 20 francos emitida en 2011 para conmemorar el centenario de su nacimiento

La muerte es un tema recurrente en el trabajo de Frisch, pero durante sus primeros períodos permanece en segundo plano, eclipsada por los problemas de identidad y los problemas de relación. Solo con sus obras posteriores, la muerte se convierte en una cuestión central. El segundo diario publicado de Frisch (Tagebuch) lanza el tema. Una oración clave del Diario 1966-1971 (publicado en 1972), repetida varias veces, es una cita de Montaigne: "Así que me disuelvo, y me pierdo a mí mismo". La sección se centra en lo privado y los problemas sociales del envejecimiento. Aunque se incorporan las demandas políticas, los aspectos sociales siguen siendo secundarios a la concentración central en el yo. La informalidad fragmentaria y apresuradamente estructurada del Diario sostiene un estado de ánimo melancólico subyacente.
La novela Montauk (1975) también trata sobre la vejez. La falta de futuro del protanonista dibujado autobiográficamente vuelve a poner el énfasis en trabajar a través del pasado y el impulso de vivir para el presente. En la pieza dramática, Triptychon, la muerte se presenta no necesariamente de un modo directo, sino como una forma de referencia metafórica de la vida. La muerte refleja la osificación de la comunidad humana, y de esta manera se convierte en un dispositivo para moldear vidas. El Hombre aparece en el Holoceno presenta el proceso de morir de un anciano como un retorno a la naturaleza. Según Cornelia Steffahn, no hay una sola imagen coherente de la muerte presentada en las últimas obras de Frisch. En cambio, describen el proceso de su propio compromiso evolutivo con el tema y muestran la forma en que se desarrollaron sus propias actitudes a medida que él mismo envejecía. A lo largo del camino, trabaja a través de una variedad de influencias filosóficas que incluyen a Montaigne, Kierkegaard, Lars Gustafsson e incluso Epicuro.

### Aspectos políticos
Las primeras obras de Frisch fueron casi totalmente apolíticas. En los "Blätter aus dem Brotsack" ("diarios de la vida militar") publicados en 1940, aparece como un patriota suizo convencional, lo que refleja el impacto unificador sobre la sociedad suiza del riesgo de invasión percibido que emanaba de Alemania. Después del Día de la Victoria en Europa, disminuyó la amenaza a los valores suizos y a la independencia del Estado suizo. Frisch entonces experimentó una rápida transformación, que evidencia una conciencia política comprometida. En particular, se volvió muy crítico con los intentos de dividir los valores culturales de la política, señalando en su Diario 1946-1949: "El que no se relaciona con la política ya es partidista del resultado político que desea preservar, porque está sirviendo al partido gobernante". Sonja Rüegg escribió en 1998 que la estética de Frisch está impulsada por un ánimo fundamentalmente antiideológico y crítico, formado a partir del reconocimiento del estatus del escritor como un extraño en la sociedad. Eso genera oposición al orden de gobierno, el privilegio del partidismo individual sobre la actividad en nombre de una clase social y un énfasis en hacer preguntas.
La crítica social de Frisch fue particularmente aguda con respecto a su patria suiza. En un discurso muy citado que dio al aceptar el Premio Schiller de 1973, declaró: "Soy suizo, no simplemente porque tengo pasaporte suizo, nací en suelo suizo, etc. Sino que soy suizo por convicción casi religiosa". Siguió una calificación: "La patria no se define simplemente como una comodidad o una conveniencia. 'Patria' significa más que eso". Los asaltos verbales muy públicos de Frisch sobre su tierra natal, sobre la imagen pública del país de sí mismo y sobre el papel internacional único de Suiza, surgieron en su polémica "Achtung: Die Schweiz", y se extendieron a una obra titulada Wilhelm Tell für die Schule, que buscaba desconstruir la épica definitoria de la nación, reduciendo la leyenda de Guillermo Tell a una sucesión de coincidencias, errores de cálculo, callejones sin salida y tácticas oportunistas. Con su La cartilla militar (Dienstbüchlein) (1974) Frisch revisó y revaluó su propio período de servicio en el ejército ciudadano de la nación, y poco antes de morir llegó a cuestionar directamente la necesidad del ejército en Suiza.
Un patrón característico en la vida de Frisch fue la forma en que los períodos de intenso compromiso político se alternaron con períodos de retroceso a las preocupaciones privadas. Bettina Jaques-Bosch vio esto como una sucesión de oscilaciones lentas por parte del autor entre la franqueza pública y la melancolía interna. Hans Ulrich Probst posicionó el ambiente de las últimas obras en algún lugar "entre la resignación y el radicalismo de un viejo republicano". Las últimas frases publicadas por Frisch están incluidas en una carta dirigida al empresario Marco Solari y publicada en el periódico Wochenzeitung, y aquí volvió por última vez a atacar al Estado suizo: "1848 fue una gran creación del liberalismo que hoy, después de un siglo de dominación por una coalición de clase media, se ha convertido en un Estado desmoralizado - y todavía me siento obligado a este Estado por una cosa: un pasaporte (que no voy a necesitar de nuevo)".

## Premios
- 1935: Premio de la Fundación Schiller por la obra Jürg Reinhart
- 1938: Premio Conrad Ferdinand Meyer de Zúrich.
- 1940: Premio de la Fundación Schilller por la obra Blätter aus dem Brotsack.
- 1945: Premio Emil Welti por el drama Santa Cruz.
- 1954: Premio Wilhelm Raabe de Braunschweig (Baja Sajonia).
- 1955: Premio de la Fundación Schiller.
- 1958: Premio Georg Büchner y Premio Literario de Zúrich.
- 1962: Doctor honoris causa por la Universidad de Marburg.
- 1965: Premio Jerusalén para la libertad del individuo en la sociedad.
- 1973: Premio de la Fundación Schiller.
- 1976: Premio de la Paz del Comercio Librero Alemán.
- 1979: Premio de honor literario del cantón de Zúrich.
- 1986: Premio Internacional de Literatura de la Universidad de Oklahoma.
- 1989: Premio Heinrich Heine en Düsseldorf.

## Lista de obras
Teatro
- Santa Cruz. Un romance (1946) [Santa Cruz]
- La muralla china (1946) [Die Chinesische Mauer]
- Cuando terminó la guerra (1949) [Als der Krieg zu Ende war]
- Don Juan o el amor a la geometría (1953) [Don Juan oder Die Liebe zur Geometrie]
- Biedermann y los incendiarios (1958) [Biedermann und die Brandstifter]
- Andorra (1961) [Andorra]
- Biografía: un juego (1967) [Biografie]
- Tríptico. Tres escenas (1978) [Triptychon]

Diarios
- Diario 1946-1949 (1950) [Tagebuch 1946-1949]
- Diario 1966-1971 (1972) [Tagebuch 1966-1971]

Novelas
- No soy Stiller (1954) [Stiller]
- Homo Faber (1957) [Homo Faber]
- Digamos que me llamo Gantenbein (1964) [Mein Name sei Gantenbein]
- La cartilla militar (1974)
- Montauk (1975) [Montauk]
- El hombre aparece en el holoceno (1979) [Der Mensch erscheint in Holozän]
- Barba Azul (1982) [Blaubart]

- Datos: Q115483
- Multimedia: Max Frisch / Q115483
- Citas célebres: Max Frisch